# بورستان
بورستان هي قرية في مقاطعة كوثر، إيران. يقدر عدد سكانها بـ 249 نسمة بحسب إحصاء 2016.